# 1896年夏季奧林匹克運動會單車比賽
在1896年夏季奧林匹克運動會上，共進行了六項單車比賽，所有比賽都是在雅典市內及新法利龍自行車場進行，賽事於1896年4月8日、4月11日、4月12日和4月13日舉行，來自五個國家的19名男子運動員參加比賽。

## 項目成績

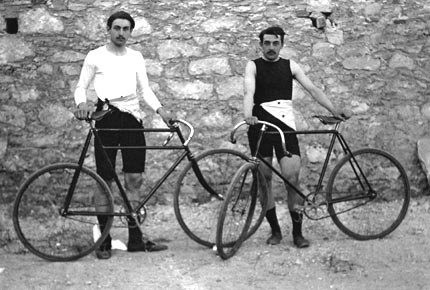
萊昂·弗拉芒和保羅·馬松兩位法國單車手合共獲得六枚獎牌，其中四枚是金牌

根據國際奧林匹克委員會的相關資料記載，當時的冠軍會得到一枚銀牌，其它名次則沒有任何獎牌。
| 項目                | 金牌                                      | 银牌                                  | 铜牌                          |
| 公路賽 （詳細）     | 阿里斯蒂迪斯·康斯坦丁尼迪斯 · 希腊（GRE） | 奥古斯特·冯·格德里希 · 德国（GER）    | 愛德華·巴特爾 · 英国（GBR）   |
| 場地計時賽 （詳細） | 保羅·馬松 · 法国（FRA）                   | 斯塔馬蒂斯·尼科洛普洛斯 · 希腊（GRE） | 阿道夫·施马尔 · 奥地利（AUT） |
| 爭先賽 （詳細）     | 保羅·馬松 · 法国（FRA）                   | 斯塔馬蒂斯·尼科洛普洛斯 · 希腊（GRE） | 莱昂·弗拉芒 · 法国（FRA）     |
| 10公里 （詳細）     | 保羅·馬松 · 法国（FRA）                   | 莱昂·弗拉芒 · 法国（FRA）             | 阿道夫·施马尔 · 奥地利（AUT） |
| 100公里 （詳細）    | 莱昂·弗拉芒 · 法国（FRA）                 | 喬治斯·科萊蒂斯 · 希腊（GRE）         | 沒有頒發                      |
| 12小時賽 （詳細）   | 阿道夫·施马尔 · 奥地利（AUT）             | 弗雷德里克·基平 · 英国（GBR）         | 沒有頒發                      |

## 參賽國家
賽事共有來自5個國家的19名參賽運動員參加。
- 奥地利（1）
- 法国（2）
- 德国（5）
- 英国（2）
- 希腊（9）(*)

(*) 注意：包括一名來自土耳其士麥那的單車手尼科斯·洛弗多斯 (Nikos Loverdos)，他代表希臘參加12小時賽。

## 獎牌榜
| 排名                     | 国家 / 地区              | 金牌 | 銀牌 | 銅牌 | 总计 |
| ------------------------ | ------------------------ | ---- | ---- | ---- | ---- |
| 1                        | 法国                     | 4    | 1    | 1    | 6    |
| 2                        | 希腊                     | 1    | 3    | 0    | 4    |
| 3                        | 奥地利                   | 1    | 0    | 2    | 3    |
| 4                        | 英国                     | 0    | 1    | 1    | 2    |
| 5                        | 德国                     | 0    | 1    | 0    | 1    |
| 总计（共5个国家 / 地区） | 总计（共5个国家 / 地区） | 6    | 6    | 4    | 16   |

## 外部連結
- Lampros, S.P.; Polites, N.G.; De Coubertin, Pierre; Philemon, P.J.; Anninos, C. . Athens: Charles Beck. 1897. (Digitally available at  （页面存档备份，存于）)
- Mallon, Bill; Widlund, Ture. . Jefferson: McFarland. 1998. ISBN 0-7864-0379-9. (Excerpt available at  （页面存档备份，存于）)
- Smith, Michael Llewellyn. . London: Profile Books. 2004. ISBN 1-86197-342-X.